# 에드게외위아섬
에드게외위아섬(Edgeøya)은 "끝섬"(edge island)이란 뜻으로 노르웨이령 스발바르 제도에서 세 번째로 큰 섬이다. 무인도이며 면적은 5,073 km2이다. 순록이 많이 서식하고 있다. 1973년 노르웨이 정부에서 주위의 섬들과 함께 남동부 스발바르 생태계 보호구역으로 지정하였다.